# Françoise Héritier
Françoise Héritier (født 15. november 1933, død 15. november 2017) var en fransk antropolog, etnolog og feminist.